# Justizamt Großalsleben
Das Justizamt Großalsleben war bis 1850 eine Gerichts- und Verwaltungseinheit im Herzogtum Anhalt-Dessau mit Sitz in Großalsleben.

## Geschichte
Das Justizamt entsprach im Umfang dem bisherigen Amt Großalsleben. Ab 1819 wurden die landesherrlichen Verwaltungs- und Gerichtseinheiten in Anhalt-Dessau einheitlich Justizamt genannt. Es umfasste die Stadt Großalsleben sowie die Dörfer Kleinalsleben und Alikendorf. Es handelte sich um eine Exklave, die vollständig von der preußischen Provinz Sachsen eingeschlossen war. 1818 wurden im Justizamt 261 Häuser und 1538 Einwohner (darunter 83 Juden) gewählt.
Das Justizamt war sowohl Gericht erster Instanz als auch Verwaltungsbehörde. Als Appellationsgericht diente die herzogliche Regierung in Dessau.

## Neuorganisation 1849/50
Mit der Märzrevolution war eine umfassende Verwaltungs- und Justizreform verbunden. Die Trennung der Rechtsprechung von der Verwaltung wurde eingeführt und die Patrimonialgerichte abgeschafft. Die Verwaltungsaufgaben übernahmen die Kreisdirektionen und die Gerichtsfunktionen die Kreisgerichte und Kreisgerichtskommissionen.
Für die Justiz entstand so das Kreisgericht Dessau mit einer Kreisgerichtskommission in Großalsleben. Dieses war dem Oberlandesgericht Dessau in zweiter und Oberappellationsgericht Jena letzter Instanz übergeordnet. Die Verwaltungsaufgaben übernahm die  Kreisdirektion Dessau.